# Hans-Joachim Berg

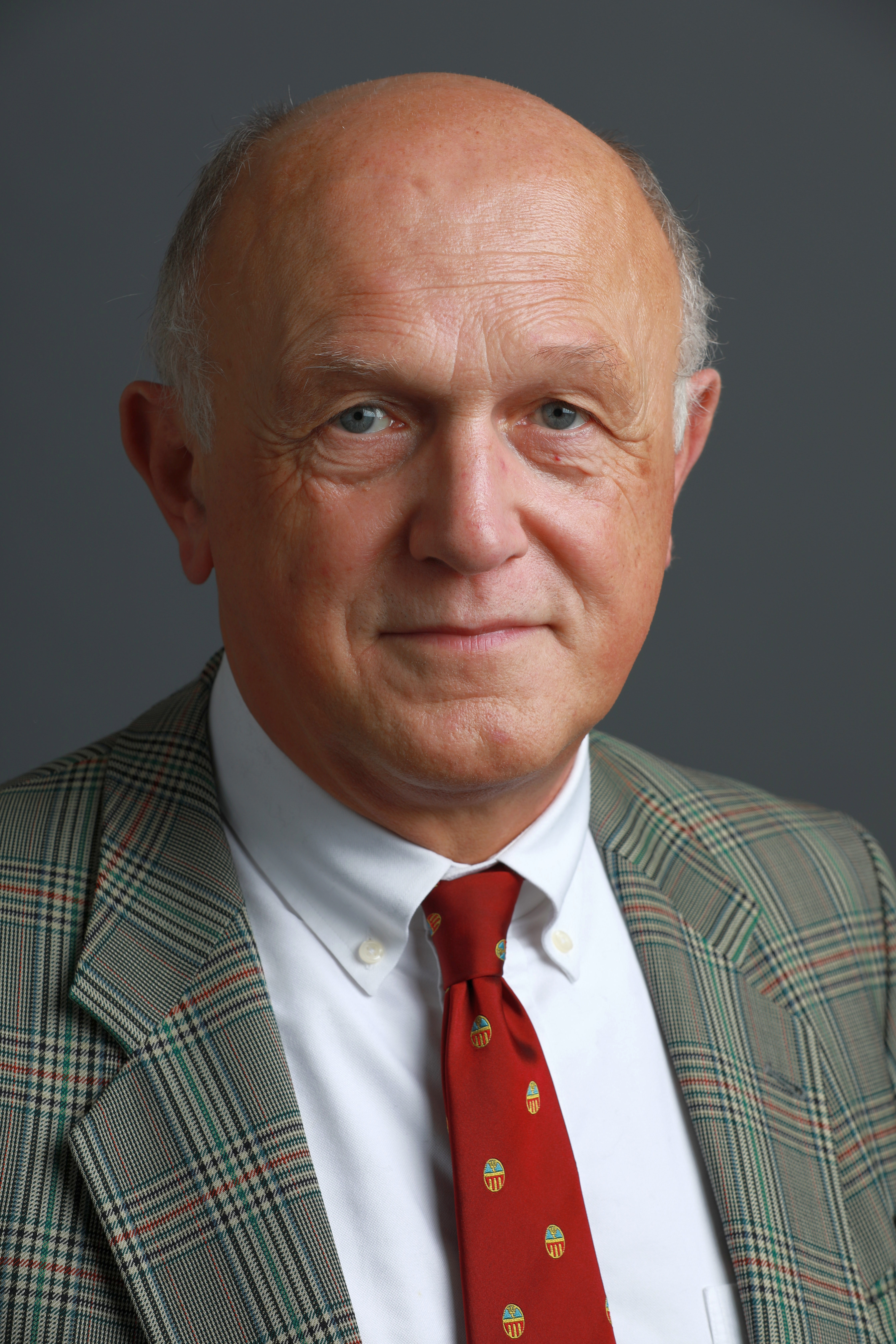
Hans-Joachim Berg (2017)

Hans-Joachim Berg (* 25. Dezember 1948 in Rehren (Auetal)) ist ein deutscher Politiker (AfD, bis 2013 CDU). Berg wird dem nationalkonservativen Teil der AfD zugeordnet. Von 2016 bis 2021 war er Mitglied des Abgeordnetenhauses Berlin.

## Leben
Berg studierte Rechtswissenschaften und legte das erste und zweite Staatsexamen ab. An der Ruhr-Universität Bochum wurde er zum Dr. jur. promoviert. Er war von 1984 bis 2014 in der Verwaltung des Deutschen Bundestages tätig und trat als Referatsleiter und Ministerialrat in den Ruhestand. Er war von 1989 bis 2000 für eine Tätigkeit als Hauptabteilungsleiter und stellvertretender Verwaltungsdirektor bei der Deutschen Welle beurlaubt. Unter anderem war er auch persönlicher Referent von Alfred Dregger. Er war als Rechtsanwalt in Berlin tätig, ist verheiratet und hat zwei Kinder. 
Berg war von 1967 bis 2013 CDU-Mitglied. Im März 2013 trat Berg aus der CDU aus und in die Alternative für Deutschland (AfD) ein. Mit Gründung des Steglitz-Zehlendorfer Bezirksverbandes übernahm er bis Dezember 2016 den Vorsitz des seinerzeit mitgliederstärksten Bezirksverbandes der AfD in Berlin. Bei der Wahl zum Abgeordnetenhaus von Berlin 2016 zog er in das Abgeordnetenhaus von Berlin ein. Seit Februar 2017 betrieb Berg gemeinsam mit Andreas Wild, der einige Monate später aus der AfD-Fraktion ausgeschlossen wurde, ein Abgeordnetenbüro in Lankwitz. Er war einer der stellvertretenden Vorsitzenden der AfD Berlin. Nach den Wahlfälschungen bei der Wahl des Berliner AfD-Landesvorstandes im Januar 2016 managte Berg für die Parteispitze das Verfahren vor dem Schiedsgericht.
Zur Bundestagswahl 2017 kandidierte Berg auf Platz sechs der AfD-Landesliste und verpasste den Einzug in den Bundestag. Laut Tagesspiegel galt er „in Parteikreisen“ als „großer Verlierer“ des Nominierungsparteitages. Wenig später trat Berg als Direktkandidat für den Bundestagswahlkreis Berlin-Steglitz – Zehlendorf zurück. Am 17. Oktober 2017 wurde Berg zum Fraktionsgeschäftsführer der AfD-Bundestagsfraktion bestimmt. Anfang 2018 teilte die AfD mit, er habe seinen Arbeitsvertrag mit der Fraktion zum 5. Februar gekündigt. Als Begründung dafür gab er an, dass es im Vorstand der AfD-Fraktion Kräfte gebe, die ein anderes Verständnis vom Aufbau einer professionellen Fraktion hätten und die die Anforderungen an sein Amt anders bewerteten. Von 2023 bis 2024 war Berg Mitglied der Unabhängigen Expertenkommission zur Überprüfung des Thüringer Abgeordnetenrechts auf möglichen Reformbedarf.

## Mitgliedschaften und Auszeichnungen
- 1982: Förderpreis der Hermann Ehlers Stiftung
- Ehrenkreuz der Bundeswehr in Gold, Oberst d.R.
- Mitglied des Johanniterordens

## Veröffentlichungen (Auswahl)
- Der Verteidigungsausschuss des Deutschen Bundestages. Kontrollorgan zwischen Macht und Ohnmacht (= Bernard & Graefe aktuell, Bd. 29), Verlag Bernard und Graefe, München 1982, ISBN 978-3-7637-5330-7.
- als Hrsg.: Rundfunk-Gremien in Deutschland. Namen, Organe, Institutionen, mit Beiträgen von Manfred Kops und Günter Verheugen, Vistas Verlag, Berlin 1995, 2. Auflage 1999.
- Rechte des Verteidigungsausschusses als Untersuchungsausschuss, in: Christian Waldhoff, Klaus Ferdinand Gärditz (Hrsg.): Gesetz zur Regelung des Rechts der Untersuchungsausschüsse des Deutschen Bundestages, Verlag C.H. Beck, München 2015, ISBN 978-3-406-66953-8, S. 404–418.
- mit Michael F. Feldkamp: Hammelsprung. Geschichte und Parlamentspraxis, Springer VS, Wiesbaden 2021, ISBN 978-3-658-33134-4.